# Lygrocharis neivai
Lygrocharis neivai là một loài bọ cánh cứng trong họ Cerambycidae.